# Dům čp. 198 (Horní Město)
Dům čp. 198 pro bývalou Továrnu na hedvábné zboží Wilhelma Bachracha se nachází na katastrálním území Horní Město v okrese Bruntál. Dům je příkladem moderní architektury, která je soustředěna na řešení dispozice a výtvarného řešení průčelí geometrickými prostředky. Byl 7. února 2006 Ministerstvem kultury České republiky prohlášen za kulturní památku Česka.

## Popis
Dům byl postaven před rokem 1914. Je to volně stojící, dvoupatrový, zděný, částečně podsklepený dům postavený na čtvercovém půdorysu se zakulacenými nárožími a zakončený sedlovou střechou. Fasáda je členěna horizontálními a vertikálními pásy z neomítaných cihel s hladkou omítkou v takto vymezených plochách. Vstupní průčelí, které je završeno trojúhelníkovým bedněným štítem střechy, v ose tvoří hluboký výklenek otevřený do lodžií. Dvouramenné schodiště s kovovým zábradlím je prosvětleno segmentově zaklenutými lodžiemi a z jeho podest se vstupuje do garsoniér a v podlažích do vždy do dvou protilehlých bytů. Dům je rozdělen v jednotlivých podlažích do dvou úrovní a tato rozdílnost je zřetelná na bočních průčelích. V každém podlaží je jedna okenní osa umístěna níž oproti dalším dvěma okenním osám.